# Чехословакия на летних Олимпийских играх 1976
Чехословакия принимала участие в летних Олимпийских играх 1976 года в Монреале, Канада.

## Медалисты
Золото
- Антон Ткач — велоспорт, спринт, 1000 м, мужчины
- Йожеф Паначек — стрельба по тарелкам, мужчины

 Серебро
- Йиржи Адам, Ян Барту и Богумил Старновский — современное пятиборье, командное первенство, мужчины
- Витежслав Маха — борьба греко-римская, полусредний вес, мужчины

 Бронза
- Гелена Фибингерова — лёгкая атлетика, толкание ядра, женщины
- Ян Барту — современное пятиборье, индивидуальное первенство, мужчины
- Ярослав Геллебранд, Владек Лацина, Зденек Пецка и Вацлав Вохоска — академическая гребля, четвёрка, мужчины
- Олдржих Свояновский, Павел Свояновский и Лудвик Вебр — академическая гребля, двойка с рулевым, мужчины

## Результаты соревнований

### Академическая гребля
В следующий раунд из каждого заезда проходили несколько лучших экипажей (в зависимости от дисциплины). В финал A выходили 6 сильнейших экипажей, ещё 6 экипажей, выбывших в полуфинале, распределяли места в малом финале B.
Мужчины
| Соревнование | Спортсмены                   | Предварительный заезд | Предварительный заезд | Предварительный заезд | Отборочный заезд | Отборочный заезд | Отборочный заезд | Полуфинал | Полуфинал | Полуфинал | Финал   | Финал   | Итоговое место |
| Соревнование | Спортсмены                   | Заезд                 | Время                 | Место                 | Заезд            | Время            | Место            | Заезд     | Время     | Место     | Время   | Место   | Итоговое место |
| ------------ | ---------------------------- | --------------------- | --------------------- | --------------------- | ---------------- | ---------------- | ---------------- | --------- | --------- | --------- | ------- | ------- | -------------- |
| двойки       | Мирослав Кнапек Войтех Цаска | 2                     | 6:56,50               | 1 Q                   | не участвовали   | не участвовали   | не участвовали   | 1         | 6:33,14   | 2 QA      | Финал A | Финал A | 6              |
| двойки       | Мирослав Кнапек Войтех Цаска | 2                     | 6:56,50               | 1 Q                   | не участвовали   | не участвовали   | не участвовали   | 1         | 6:33,14   | 2 QA      | 7:51,06 | 6       | 6              |